# 鹿児島市立桜洲小学校
鹿児島市立桜洲小学校（かごしましりつ おうしゅうしょうがっこう）は、鹿児島県鹿児島市桜島小池町にある市立小学校。

## 概要
桜島の西部にある小学校であり、周辺は噴火の際に形成された溶岩による扇状地をなしている。大正大噴火以前は桜島横山町にあったが、噴火により埋没してしまったため現在地に移転した。2010年4月現在で149名が在籍している

## 沿革
- 1882年（明治15年） - 桜洲小学校創立
- 1914年（大正3年） - 大正大噴火により桜洲尋常高等小学校埋没
- 1915年（大正4年） - 現在地に再建
- 1939年（昭和14年） - 武（現在の桜島武町）を桜峰小学校区から桜洲小学校区に編入
- 1941年（昭和16年） - 桜洲国民学校に改称
- 1947年（昭和22年） - 西桜島村立桜洲小学校に改称
- 1973年（昭和48年） - 桜島町立桜洲小学校に改称
- 2004年（平成16年） - 鹿児島市立桜洲小学校に改称

## 関係者

### 出身者
- 遠藤保仁（サッカー選手）

## 通学区域
- 桜島赤生原町の全域[2]
- 桜島赤水町の全域[2]
- 桜島小池町の全域[2]
- 桜島武町の全域[2]
- 桜島横山町の全域[2]